# Битва при Павоне
Битва при Павоне (исп. Batalla de Pavón) — завершающее сражение гражданской войны в Аргентине, произошедшее у ручья Павон в провинции Санта-Фе, Аргентина, 17 сентября 1861 года между армией государства Буэнос-Айрес, которое возглавлял Бартоломе Митре, и армией Аргентинской конфедерации под командованием Хусто Хосе де Уркисы. В результате сражения войска Уркисы потерпели поражение.

## Силы сторон
Под командованием Уркисы находилось от 16 до 18 тысяч солдат, в том числе 5 тысяч пехотинцев, 11 тысяч кавалеристов и 2 тысячи артиллеристов при 42 орудиях. Митре располагал максимум 15-16 тысячами солдат, включая 9 тысяч пехотинцев, 6 тысяч кавалеристов и тысячу артиллеристов при 35 орудиях. Конфедераты имели преимущество в количестве и качестве кавалерии, а также в количестве орудий, но боевой дух войска был не слишком высоким из-за того, что многие из солдат были недавно призванными рекрутами. Армия Митре имела значительное превосходство в численности, вооружении и подготовке пехоты и артиллерии.

## Сражение
Войска федералистов и Буэнос-Айреса сошлись на берегах небольшого ручья Павон в 40 км южнее города Росарио в провинции Санта-Фе и в 260 км от Буэнос-Айреса. Уркиса построил свои войска в боевой порядок к востоку от ранчо Доминго Паласиос. Его превосходная конница, составленная из наездников-гаучо, была размещена на флангах.
Находясь в 800 м (2,625 футов) от ранчо, Митре развернул свою пехоту, готовясь атаковать центр противника. Однако артиллерия Уркисы первой начала сражение, пробивая своими залпами большие бреши в строю буэнос-айресской пехоты, ставшей легкой мишенью из-за видных издалека красных солдатских мундиров. 
Сражение длилось всего два часа, в течение которых левый фланг федералистской конницы под командованием полковника Хуана Саа, из провинции Санта-Фе и перебежчика из Буэнос-Айреса Рикардо Лопеса Хордана полностью разгромил Первый Конный полк, под командованием генерала и бывшего уругвайского президента Венансио Флореса. Конница буэносайресцев была отброшена и рассеяна за Арройо дель Медио (ручей, образующий границу между провинциями Буэнос-Айрес и Санта-Фе). Второй кавалерийский полк «портеньо» под командованием ветерана генерала Мануэля Хорноса оказал федералистской коннице большее сопротивление. Но он тоже был разбит и вынужден бежать, оставив врагу большую часть своего тяжелого вооружения, а также множество пленных. Правое крыло федералистов под командованием генерала Мигеля Галарцы также одолело немногочисленное левое крыло конницы Буэнос-Айреса.
Тем временем федералистский центр, состоявший из неопытных ополченцев из центральных провинций, понёс тяжелые потери и был вынужден отступать под натиском лучше подготовленных и оснащенных пехотных батальонов «портеньо».
Видя разгром федералистского центра, Уркиса покинул поле боя, даже не попытавшись ввести в бой резерв из 4000 энтре-риоских солдат и бежал в Росарио, затем в Сан-Лоренцо и Лас Барранкас. Там он получил сообщение о полной победе своей конницы, но по неизвестной причине не стал возвращаться на поле битвы, чтобы возобновить сражение и сражаться до победного конца.
Историки пытались по-разному объяснить его бегство, но все ответы кажутся неудовлетворительными. Наиболее распространенной версией является болезнь Уркисы, а другая говорит о его недоверии к президенту Конфедерации Дерки и опасении измены с его стороны.
Бегство Уркисы отдало победу армии Буэнос-Айреса, которое отошло в Сан-Николас-де-лос-Арройос. Таким образом Митре решил закрепить свою победу перед маршем в Санта-Фе.
Конфедераты потеряли 1200—1300 убитыми и ранеными и 1650—1800 пленными, тогда как из армии Митре только 226 человек было убито и 500 получило ранения.

## Результаты
Пользуясь бездействием Уркисы,  Митре снова собрал своё почти разбитое войско и возобновил наступление. Часть федералистской конницы заняла город Пергамино, но после атаки кавалерии «портеньо» оставила его. После этого буэнос-айресская армия начала неудержимый поход по провинциям, свергая одного федералистского губернатора за другим. Никто из них, за исключением Уркисы, не имел сил противостоять армии Митре, но Уркиса бездействовал и почти распустил свою армию.
В последующие месяцы все федералистские губернаторы были свергнуты, одни силами армии Буэнос-Айреса, другие в результате выступлений местных унитариев. Заметное исключение составил только Уркиса, который единственный из восставших губернаторов сохранил власть. Ввиду этого уже современники обвиняли его в сговоре с врагом и предательстве своих полков в обмен на сохранение власти.
Результатом этих событий стало фактическое завершение десятилетней гражданской войны в Аргентине и концом Конфедерации. Президент конфедерации Дерки подал в отставку и бежал в Монтевидео, а его вице-президент Педернера провозгласил роспуск правительства Аргентинской конфедерации, что привело к объединению страны под главенством провинции Буэнос-Айрес в качестве доминирующего члена государства. Губернатор Бартоломе Митре был провозглашен временным президентом, что было ратифицировано Национальным конгрессом, а затем первым президентом объединенной Аргентинской Республики.